# Мински, Чарльз
Ча́рльз Ми́нски (англ. Charles Minsky) — американский кинооператор и актёр.
Окончил Калифорнийский университет в Лос-Анджелесе. Снял множество фильмов разных жанров, хотя в интервью Американскому обществу кинематографистов сказал, что предпочитает детективы и фильмы для детей.
Наиболее известные работы: «Красотка», «Дневники принцессы 2», «Добро пожаловать в Коллинвуд», «Он, я и его друзья», «Жених напрокат».

## Кинооператор
- 1984 — «Радиоактивные грёзы» (англ. Radioactive Dreams)
- 1986—1987 — Сериал «Удивительные истории» (англ. Amazing Stories (TV))
- 1988 — Телесериал «Тишина в Вифании» (англ. The Silence at Bethany (TV))
- 1988 — Телесериал «Чайна-Бич» (англ. China Beach (TV))
- 1990 — «Красотка» (англ. Pretty Woman)
- 1991 — «Датч» («Голландец») (англ. Dutch)
- 1992 — «Пистолет в сумочке Бетти Лу» (англ. The Gun in Betty Lou's Handbag)
- 1992 — Телесериал «Дом секретов и лжи» (англ. A House of Secrets and Lies (TV))
- 1993 — Телесериал «Лоис и Кларк: Новые приключения Супермена» (англ. Lois & Clark: The New Adventures of Superman (TV))
- 1994 — Телесериал «Ключи» (англ. Keys (TV))
- 1994 — Телесериал «Прошедшее время» (англ. Past Tense (TV))
- 1996 — «Казаам» (англ. Kazaam)
- 1996 — «Дорогой Боженька» (англ. Dear God)
- 1999 — «Уроки любви» (англ. Guinevere)
- 2000 — «В ожидании эха» (англ. Looking for an Echo)
- 2001 — «Мартовские коты» (англ. Tomcats)
- 2001 — Телесериал «Тварь» (англ. The Beast (TV))
- 2002 — Телесериал «Джон Доу» (англ. John Doe (TV))
- 2002 — «Шлёпни её, она француженка» (англ. Slap Her... She's French)
- 2002 — «Добро пожаловать в Коллинвуд» (англ. Welcome to Collinwood)
- 2003 — «Счастливчик» (англ. Lucky (TV))
- 2004 — «Модная мамочка» (англ. Raising Helen)
- 2004 — «Дневники принцессы 2: Как стать королевой» (англ. The Princess Diaries 2: Royal Engagement)
- 2005 — «Продюсеры» (англ. The Producers)
- 2006 — «Не уступить Штейнам» (англ. Keeping Up with the Steins)
- 2006 — (англ. Related (TV))
- 2006 — «Он, я и его друзья» (англ. You, Me and Dupree)
- 2006 — Телесериал «Пропавшая» (англ. Vanished (TV))
- 2007 — Телесериал «Бес в ребро» (англ. Manchild (TV))
- 2008 — Телесериал «Дочь Расселов» (англ. The Russell Girl (TV))
- 2009 — (англ. Loving Leah (TV))
- 2009 — «Школа выживания выпускников» (англ. Post Grad)
- 2010 — «Бруклин в Манхэттене» (англ. Brooklyn to Manhattan)
- 2010 — «День святого Валентина» (англ. Valentine's Day)
- 2011 — «Жених напрокат» (англ. Something Borrowed)

## Актёр
- 1971 — Chain Gang Women